# Chloropeta
A Chloropeta a madarak osztályának verébalakúak (Passeriformes) rendjébe és a nádiposzátafélék (Acrocephalidae) családjába tartozó nem, melyet az újabb rendszerezések felszámoltak.

## Rendszerezés
A nembe az alábbi 3 faj tartozott:
- csattanó nádiposzáta (Iduna natalensis, korábban Chloropeta natalensis)
- bambusz nádiposzáta (Iduna similis, korábban Chloropeta similis)
- sárgahasú nádiposzáta (Calamonastides gracilirostris, korábban Chloropeta gracilirostris)